# Anna Bockhorst
Anna Bockhorst (Rotenburg, 1998. január 6. –) német női labdarúgó, aki jelenleg a Werder Bremen játékosa.

## Pályafutása
A TSV Ottersberg és a JSV Ahlerstedt/Ottendorf/Heeslingen csapatainál kezdett megismerkedni a labdarúgás alapjaival, majd 2013-ban a Werder Bremen együtteséhez igazolt. 2014. augusztus 31-én debütált az első csapatban a Lübars elleni bajnoki mérkőzésen. A 2016–17-es szezon során a Bundesliga 2 nyugati csoportját megnyerték a csapattal.
2015-ben egy alkalommal a német U17-es női labdarúgó-válogatott kapujában szerepelt.

## Statisztika
2018. augusztus 20.
| Klub             | Szezon           | Bajnokság | Bajnokság | Kupa  | Kupa  | Nemzetközi | Nemzetközi | Összesen | Összesen |
| Klub             | Szezon           | Mérk.     | Gólok     | Mérk. | Gólok | Mérk.      | Gólok      | Mérk.    | Gólok    |
| ---------------- | ---------------- | --------- | --------- | ----- | ----- | ---------- | ---------- | -------- | -------- |
| Werder Bremen    | 2014–15          | 19        | 0         | 0     | 0     | 0          | 0          | 19       | 0        |
| Werder Bremen    | 2015–16          | 2         | 0         | 1     | 0     | 0          | 0          | 3        | 0        |
| Werder Bremen    | 2016–17          | 4         | 0         | 3     | 0     | 0          | 0          | 4        | 0        |
| Werder Bremen    | 2017–18          | 0         | 0         | 0     | 0     | 0          | 0          | 0        | 0        |
| Werder Bremen    | Összesen         | 25        | 0         | 1     | 0     | 0          | 0          | 26       | 0        |
| Karrier összesen | Karrier összesen | 25        | 0         | 1     | 0     | 0          | 0          | 26       | 0        |

## Sikerei, díjai
- Werder Bremen
  - Női Bundesliga 2 (Nord): 2016–17